# السيد (أسماء الله الحسنى)
السيد من أسماء الله الحسنى، وهو من الأسماء المشتركة التي تطلق على الله كما تطلق على غيره من الخلق، مثل: الكبير والوكيل والسلام والعزيز.، ومعناه: أن الله مالك الخلق، والخلق كلهم عبيده .

## في السنة النبوية
ورد الاسم في السنة النبوية ولم يرد في القرآن الكريم، فعن مطرف بن عبد الله بن الشخير قال: قال أبي: «انطلقت في وفد بني عامر إلى رسول الله ﷺ وسلم فقلنا: أنت سيِّدنا، فقال: السَّيِّدُ اللَّهُ تَبَارَكَ وَتَعَالَى»

## من الأقوال في معناه
- ل الحليمي: | السيد (أسماء الله الحسنى) | ومنها السيد وهو اسم لم يأت به الكتاب، ولكنه مأثور عن النبي ﷺ، ومعناه: المحتاج إليه بالإطلاق. فإن سيد الناس إنما هو رأسهم الذي إليه يرجعون، وبأمره يعملون، وعن رأيه يصدرون، ومن قوله يستهدون. فإذا كانت الملائكة والإنس والجن خلقاً للباري جل ثناؤه، ولم يكن بهم غنية عنه في بدء أمرهم وهو الوجود، إذ لو لم يوجدهم لم يوجدوا، ولا في الإبقاء بعد الإيجاد، ولا في العوارض العارضة أثناء البقاء. كان حقاً له جل ثناؤه أن يكون سيداً، وكان حقاً عليهم أن يدعوه بهذا الاسم | السيد (أسماء الله الحسنى) |
- قال ابن الأثير «والسيد يطلق على الرّب، والمالك، والشريف، والفاضل، والكريم، والحليم، والرئيس، والزوج، ومُتَحَمِّل أذى قومه، واللَّه جل وعلا هو السيد الذي يملك نواصي الخلق ويتولاهم، فالسؤدد كله حقيقة للَّه والخلق كلهم عبيده، وهذا لا يُنافي السِّيادة الإضافية المخصوصة بالأفراد الإنسانية، فسيادة الخالق تبارك وتعالى ليست كسيادة المخلوق الضعيف.[6]»
- قال الخطابي: «قوله: السيد الله ويريد: أن السؤدد حقيقة لله عز وجل، وأن الخلق كلهم عبيد له[7]»
- قال الأصبهاني: «ومن أسمائه تعالى: السيد وهذا اسم لم يأت به الكتاب، وإنما ورد في الخبر عن النبي ﷺ»[8]
- قال الهراس: «فهو السيد الذي قد كُمل في سؤدده، والعليم الذي قد كمل في علمه، والحليم الذي قد كمل في حلمه، والغني الذي قد كمل في غناه، والجبار الذي قد كَمُلَ في جبروته، والشريف الذي قد كمُلَ في شرفه، والعظيم الذي قد كمل في عظمته، والحكيم الذي قد كمل في حكمته، وهو الذي كمل في أنواع الشرف والسؤدد وهو اللَّه هذه صفته لا تنبغي إلا له، وليس له كفء، وليس كمثله شيء، سبحان اللَّه الواحد القهار.[9]»
- قال ابن القيم: «السيد إذا أطلق عليه تعالى فهو بمعنى: المالك والمولى والرب، لا بالمعنى الذي يطلق على المخلوق، والله سبحانه وتعالى أعلم[10]»
- وقال ابن القيم أيضًا في نونيته: